# Jürgen Hahn (Musiker)
Jürgen Hahn (* 29. Mai 1964 in Alsfeld) ist ein deutscher Jazztrompeter und Komponist.

## Leben und Wirken
Hahn spielt seit dem elften Lebensjahr Trompete. Von 1983 bis 1988 studierte er an der Hochschule für Musik Würzburg Orchestermusik mit dem Hauptfach Trompete, wo er dann auch ein Aufbaustudium Jazz absolvierte. Zusätzlich hatte er ab 1986 Unterricht bei Claudio Roditi, Cecil Bridgewater, Philip Harper und Richie Vitale. Von 1991 bis 1996 hatte er einen Lehrauftrag an der GhK in Kassel; von 2009 bis 2014 unterrichtete er das Fach Jazztrompete an der Hochschule für Musik Carl-Maria von Weber in Dresden.
Hahn spielte nicht nur mit eigenen Bands, sondern u. a. auch mit Christoph Busse, Marc Secara, Emanuele Cisi, Richard Roblee, Al Porcino, dem Sunday Night Orchestra, Andrej Hermlin und Dusko Goykovich.

## Preise und Auszeichnungen
Hahn erhielt 1985 den 1. Preis für Kammermusik beim Richard-Stegmann-Wettbewerb der Musikhochschule Würzburg. Mit seinem Jürgen-Hahn-Quintett wurde er 1994 mit dem Förderpreis der Landes-AG Jazz in Bayern ausgezeichnet und erhielt im nächsten Jahr den Kulturpreis der Stadt Bad Reichenhall. Mit dem Sunday Night Orchestra erhielt er 2004 den Bayerischen Kunstförderpreis und 2006 den Wolfram-von-Eschenbach-Preis.

## Diskographische Hinweise
- Jürgen Hahn Light in the Dark[1]
- Jürgen Hahn – Finn Wiesner Quintet Project Style[2]
- Norbert Emminger – Jürgen Hahn Reunion (GLM 2016, mit Bernhard Pichl, Rudi Engel, Florian Kettler)
- Richard Roblee`s Very LittleBig Band Are You Ready?

## Lexikalische Einträge
- Jürgen Wölfer: Jazz in Deutschland. Das Lexikon. Alle Musiker und Plattenfirmen von 1920 bis heute. Hannibal, Höfen 2008, ISBN 978-3-85445-274-4.